# Euptychia alcinoe
Euptychia alcinoe är en fjärilsart som beskrevs av Felder 1867. Euptychia alcinoe ingår i släktet Euptychia och familjen praktfjärilar. Inga underarter finns listade i Catalogue of Life.